# Mas els Plans
El Mas els Plans és una masia de Sant Joan de les Abadesses (Ripollès) inclosa a l'Inventari del Patrimoni Arquitectònic de Catalunya.

## Descripció
És un edifici de planta quadrangular amb la teulada de dos vessants. Té el pis inferior dedicat a les feines pròpies d'una casa de pagès, mentre que el primer pis és destinat a l'habitatge, i les golfes a magatzem. És una construcció de pedra de complexitat arquitectònica que fa pensar en un possible doble ús agrícola i defensiu (casa forta). A l'estructura original s'hi ha afegit un cos a la part de tramuntana, a través del qual es pot accedir també a la casa, malgrat que actualment hom hi entri per la façana del sud, precedida per una era. Té també una galeria adossada a la part de llevant.

## Història
Per bé que aquesta casa és actualment una masoveria destinada a l'explotació agrícola i ramadera, anteriorment havia complert les funcions de casa forta. Encara que es parli d'ella en textos del segle xvi, l'edifici actual data possiblement del xvii, amb reformes del xviii. En una data no coneguda va ser modificada l'entrada principal, tot tapiant part de l'arcada de mig punt, amb la consegüent reducció de l'obertura. Sens dubte la seva proximitat al camí ral ha influït en la seva configuració arquitectònica, donant-li un caire de casa forta.